# Lohmanella multisetosa
Lohmanella multisetosa är en spindeldjursart som beskrevs av Bartsch 1986. Lohmanella multisetosa ingår i släktet Lohmanella, och familjen Halacaridae. Arten är reproducerande i Sverige.